# جوري ترومبيت
جوري ترومبيت (30 يوليو 1992 في بلجيكا - ) هو لاعب كرة قدم بلجيكي في مركز الوسط. شارك مع منتخب بلجيكا تحت 19 سنة لكرة القدم. أما مع النوادي، فقد لعب مع نادي فيسترلو ونادي لوكيرين.

## روابط خارجية
- جوري ترومبيت على موقع الاتحاد البلجيكي (الإنجليزية)
- جوري ترومبيت على موقع قاعدة بيانات كرة القدم.إي يو (الإنجليزية)
- جوري ترومبيت على موقع Soccerway.com (الإنجليزية)
- جوري ترومبيت على موقع AS.com (الإسبانية)